# 松原靖
松原 靖（まつばら やすし、1964年11月16日 - ）は、群馬県出身の元プロ野球選手（投手）。

## 来歴・人物
前橋育英高時代は、県大会で東農大二高の阿井英二郎と投げ合った。140km/hの速球が武器の本格左腕であった。
高校卒業後は、高崎信用金庫に就職。軟式野球チームでプレーしていたが、1985年9月に読売ジャイアンツの入団テストを受験し、400人以上の応募者の中からただ1人合格した。同年オフにドラフト外で、契約金1000万円、年俸300万円で入団した。なお、このときの入団テストの様子は一般紙で採り上げられ、コーチたちから「どこで投げていた」と質問を多く受け、松原自身が今の安定した職場を捨てられるかどうか迷っていることが記されている。
1987年は、1A・マイアミ・マーリンズに野球留学する。
須藤豊二軍監督の下「信用金庫」の愛称で呼ばれながら力をつけ、1988年に初めて一軍に昇格。同年5月26日の対大洋戦で中継ぎで初登板するも1/3回を4失点、続く6月2日の登板ではアウトを取れず2失点と2試合連続で打ち込まれて二軍落ちした。この時点で防御率は162.00となり話題になった。二軍では1試合18奪三振を記録したほか、9月12日のジュニア日本選手権では、先発で7回1/3を15奪三振2失点、打っては先制2点タイムリーと活躍し、MVPに輝いた。この活躍で一軍再昇格を果たし、9月18日の対大洋戦でプロ3試合目の登板として初先発を任されると、9回2死まで1安打1失点の好投を見せる。結局、あと1人で連打を浴びて降板したが、それでも3安打1失点でプロ初勝利をあげ、貴重な左腕として周囲の期待も高まった（防御率はこの試合で162.00から7.00まで下げた）。また、王貞治監督の巨人最後の采配となった同年10月4日の対大洋戦で先発をして勝利投手となっている。
1989年は、故障で出遅れる。チームがリーグ優勝を決めた翌日の消化試合でようやく1勝したが、これが現役最後の勝利になった。
1991年はイースタンリーグ最多勝となるが、1990年に続いて一軍登板なしに終わり、オフに岡田展和との交換トレードで西武ライオンズへ移籍。1992年限りで現役を引退した。
引退後は、1995年まで巨人の打撃投手を務めたあと、引退した原辰徳の個人事務所の手伝いをした。
現在は、児童向けの野球教室であるファンケルキッズベースボールの講師として、小学生に野球を指導している。

## 選手としての特徴
140km/h前後のストレート、カーブ、シンカーを武器としていた。

## 詳細情報

### 年度別投手成績
| 年 度     | 球 団     | 登 板 | 先 発 | 完 投 | 完 封 | 無 四 球 | 勝 利 | 敗 戦 | セ 丨 ブ | ホ 丨 ル ド | 勝 率 | 打 者 | 投 球 回 | 被 安 打 | 被 本 塁 打 | 与 四 球 | 敬 遠 | 与 死 球 | 奪 三 振 | 暴 投 | ボ 丨 ク | 失 点 | 自 責 点 | 防 御 率 | W H I P |
| --------- | --------- | ----- | ----- | ----- | ----- | -------- | ----- | ----- | -------- | ----------- | ----- | ----- | -------- | -------- | ----------- | -------- | ----- | -------- | -------- | ----- | -------- | ----- | -------- | -------- | ------- |
| 1988      | 巨人      | 5     | 2     | 0     | 0     | 0        | 2     | 1     | 0        | --          | .667  | 71    | 16.0     | 18       | 2           | 7        | 0     | 0        | 14       | 0     | 0        | 9     | 9        | 5.06     | 1.56    |
| 1989      | 巨人      | 4     | 0     | 0     | 0     | 0        | 1     | 0     | 0        | --          | 1.000 | 33    | 8.0      | 5        | 2           | 3        | 0     | 1        | 10       | 0     | 0        | 3     | 3        | 3.38     | 1.00    |
| 1992      | 西武      | 5     | 0     | 0     | 0     | 0        | 0     | 0     | 0        | --          | ----  | 20    | 4.0      | 5        | 1           | 4        | 0     | 0        | 4        | 0     | 0        | 3     | 3        | 6.75     | 2.25    |
| 通算：3年 | 通算：3年 | 14    | 2     | 0     | 0     | 0        | 3     | 1     | 0        | --          | .750  | 124   | 28.0     | 28       | 5           | 14       | 0     | 1        | 28       | 0     | 0        | 15    | 15       | 4.82     | 1.50    |

### 表彰
- ジュニア日本選手権MVP：1回 （1988年）

### 背番号
- 58 （1986年 - 1991年）
- 19 （1992年）
- 115 （1993年 - 1995年）